# Javier Conte
Javier Alberto Conte (* 7. September 1975 in Buenos Aires) ist ein argentinischer Segler.

## Erfolge
Javier Conte gewann 2006 bei den Südamerikaspielen mit Juan de la Fuente die Goldmedaille in der 470er Jolle. In dieser nahm er mit de la Fuente dreimal an Olympischen Spielen teil und gab 2000 in Sydney sein Debüt. Conte und de la Fuente gewannen sogleich die Bronzemedaille, als sie sich mit 57 Punkten und damit einen Punkt vor Nick Rogers und Joe Glanfield auf dem dritten Rang hinter dem australischen und dem US-amerikanischen Boot behaupteten. Die Olympischen Spiele 2004 in Athen schlossen sie auf dem 13. Platz ab, 2008 in Peking wurden sie Zehnte.
Bei den Panamerikanischen Spielen 2015 in Toronto und 2019 in Lima gewann er jeweils in der Bootsklasse Lightning die Goldmedaille.